# Williston (Dakota Północna)
Williston – miasto w Stanach Zjednoczonych, w stanie Dakota Północna, siedziba administracyjna hrabstwa Williams, położone na północnym brzegu rzeki Missouri, nieopodal ujścia do niej rzeki Yellowstone oraz jeziora zaporowego Sakakawea.